# Der Christbaum ist der schönste Baum

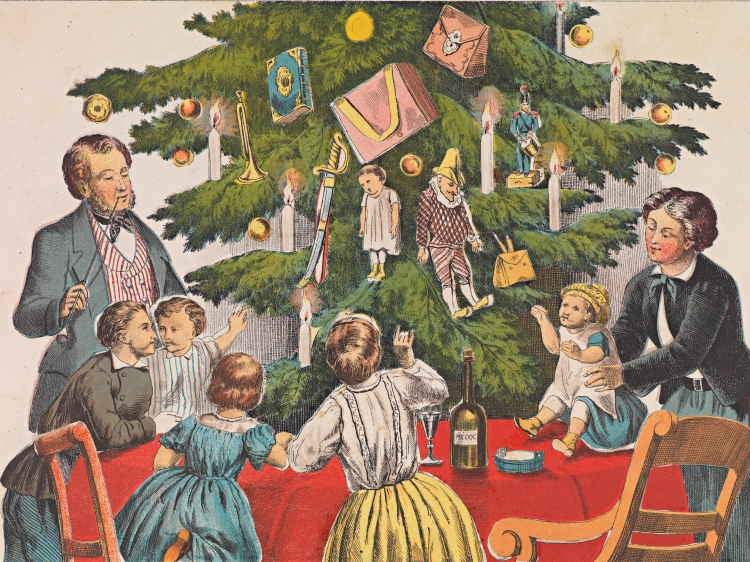
Bescherung unterm Weihnachtsbaum (um 1860)

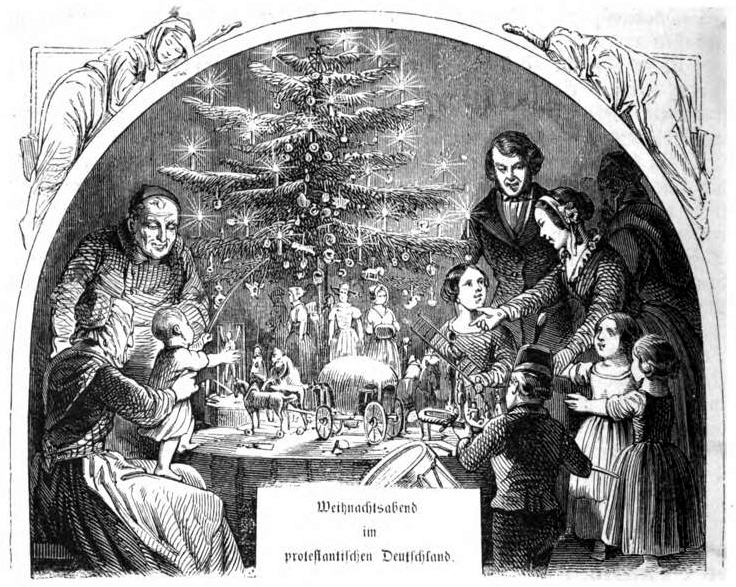
Weihnachtsabend im protestantischen Deutschland (1863)

Der Christbaum ist der schönste Baum ist ein deutschsprachiges Weihnachtslied, das im Jahr 1842 mit dem Text von Johannes Carl und einer Melodie von Georg Eisenbach in Hanau entstand.

## Geschichte
Den Text schuf der aus Nauheim stammende evangelische Theologe, Konsistorialrat und Dichter Johannes Carl (1806–1887), der zu dieser Zeit Pfarrer an der Johanneskirche in Hanau war. Den Text veröffentlichte Carl später auch in seinem 1875 erschienenen umfangreichen Band seiner gesammelten Gedichte. Die Melodie komponierte Georg Eisenbach, Kantor an der Hanauer Marienkirche und Lehrer an der dortigen Mädchenschule. Das Lied umfasste ursprünglich 12 Strophen, von denen heute üblicherweise nur vier in den Gesangbüchern abgedruckt werden. Es wurde 1842 als Einzelblatt in Hanau gedruckt und zum Preis von 4 Kreuzern verkauft.

## Inhalt
Der Weihnachtsbaum hielt ab der ersten Hälfte des 19. Jahrhunderts verstärkt Einzug in die Wohnstuben des deutschen Bürgertums und wurde ab dieser Zeit auch in weiteren Weihnachtsliedern wie O Tannenbaum (Ernst Anschütz, 1824) oder Am Weihnachtsbaum die Lichter brennen (Hermann Kletke, 1841) besungen.
Der Kirchenmusiker Martin Rößler zählt das Lied zu einer Menge von Liedern, die keinen Versuch mehr unternehmen, christliche Inhalte in die Form geistlicher Volkslieder zu transformieren. „Sie beschäftigen sich sogleich mit den weihnachtlichen Stimmungsträgern, mit den Surrogaten christlicher Verkündigung, und lassen der Rührung und Stimmung vollen Lauf; […]“ Demgegenüber weist die Volkskundlerin Ingeborg Weber-Kellermann darauf hin, dass der Text des Liedes den mystischen Gedankengang enthalte, der neugeborene Christus wähle das Herz des Kindes zum Garten für seinen Wunderbaum. Das Lied ist in vielen Weihnachtspotpourris zu finden.

## Melodie und Text

### Heute verbreitete Fassung
Der Christbaum ist der schönste Baum,

den wir auf Erden kennen.

Im Garten klein, im engsten Raum,

wie lieblich blüht der Wunderbaum,

wenn seine Lichter brennen,

wenn seine Lichter brennen, ja brennen.

Denn sieh, in dieser Wundernacht

ist einst der Herr geboren,

der Heiland, der uns selig macht.

Hätt’ er den Himmel nicht gebracht,

wär’ alle Welt verloren, verloren. 

Doch nun ist Freud’ und Seligkeit,

ist jede Nacht voll Kerzen.

Auch dir, mein Kind, ist das bereit’t,

dein Jesus schenkt dir alles heut’,

gern wohnt er dir im Herzen, im Herzen.

O lass ihn ein, es ist kein Traum,

er wählt dein Herz zum Garten,

will pflanzen in den engen Raum

den allerschönsten Wunderbaum

und seiner treulich warten, ja warten.

### Originalfassung
Metropolitan Ferdinand Riebeling wies schon 1897 darauf hin, dass die oft in Schulliederheften nachgedruckte Melodie „regelmäßig recht willkürlich verändert und gegen das Original entschieden verschlechtert“ wurde. Insbesondere der ungewöhnliche Sextsprung nach dem Auftakt scheint immer wieder zu Veränderungen des Melodieanfangs anzuregen. Auch hatte es sich schon im 19. Jahrhundert eingebürgert, dass viele Liederbücher nur die 1., 6., 7. und 8. Strophe abdruckten, was möglicherweise der Verwendung in Kindergottesdiensten geschuldet war, in deren Zusammenhang die weiteren Strophen nicht gut passten. Zum Vergleich folgt daher hier die unveränderte Originalfassung des Liedes:
| Der Christbaum ist der schönste Baum, Den wir auf Erden kennen; Im Gärtchen klein, im engsten Raum, Wie lieblich blüht der Wunderbaum, Wenn seine Blümchen brennen. So blüht er, und der Früchte Gold Ließ auch nicht auf sich warten; Sie glänzen an den Zweigen hold Und Liegen, wenn ihr sehen wollt, Auch reif und süß im Garten. Und Obst der wundersamsten Art, Daß man’s nicht alle wisse: Ein Püppchen gar, wie Rosen zart, Ein Krieger da im rauhen Bart, Hier Aepfel, Has und Nüsse. Das nenn’ ich Obst an einem Baum, Wie’s tausend sonst nicht bringen! und hört – ist das ein süßer Traum? Gar wunderbar im lichten Raum, Mir ist’s, als hör’ ich singen. Ja, drinnen in dem Himmelslicht Ein Englein schwebt verborgen Und singt: „Mein Kind, erschrick mir nicht, Ich hab’ dein Bäumchen zugericht’t, Ich mußt’ es dir besorgen. Denn sieh’, in dieser Wundernacht Ist einst der Herr geboren, Der Heiland, der uns selig macht; Hätt’ er den Himmel nicht gebracht, Wär’ alle Welt verloren. | Doch nun ist Freud’ und Seligkeit, Ist jede Nacht voll Kerzen. Auch dir, mein Kind, ist das bereit, Dein Jesus schenkt dir alles heut, Gern wohnt er dir im Herzen. O lass ihn ein, es ist kein Traum! Er wählt dein Herz zum Garten, Will pflanzen in dem engen Raum Den allerschönsten Wunderbaum Und seiner treulich warten. Er schmückt ihn dir mit Früchten bald: Gehorsam, Lieb und Treue, – Das Gut’ in jeglicher Gestalt Wächst an den Zweigen mannigfalt, Daß Gott, der Herr, sich freue.“ So sang der Engel leis und lind, Ihr habt es nun vernommen. Drum wärst du gern ein Gotteskind, Thu’ auf dein Herzchen, auf geschwind! Und laß den Heiland kommen. Ach, giebst du ihm dein Herz noch heut, Wie wird’s der Engel loben! Er sieht es, sieht es hocherfreut, Schwebt selig in die Herrlichkeit Und sagt’s dem Vater droben. Der hat dich dann auf immerdar In’s Herz, in’s Herz genommen. Sein Himmel steht dir offen gar, Du darfst aus jeglicher Gefahr In seine Arme kommen. |